# Браян Стівенсон
Браян А. Стівенсон (нар. 14 листопада 1959) — американський юрист, активіст соціальної справедливості, засновник / виконавчий директор Ініціативи рівного правосуддя та професор у школі права Нью-Йоркського університету. Працюючи у Монтгомері, штат Алабама, Стівенсон оскаржив упереджене ставлення до бідних та меншин, особливо до дітей, у системі кримінальної юстиції. Він сприяв досягненню рішень Верховного суду Сполучених Штатів, що забороняють засуджувати дітей віком до 18 років до смертної кари або до довічного ув'язнення без умовно-дострокового звільнення. Стівенсон брав участь у розгляді справ, що врятували десятки в'язнів від смертної кари, виступали за бідних людей та розробили реформи судових процесів в громадах, спрямовані на поліпшення управління кримінальним судочинством.
Він ініціював встановлення Національного меморіалу миру та справедливості в Монтгомері, який вшановує імена кожного з понад 4000 афроамериканців, що лінчували у дванадцяти штатах Півдня з 1877 по 1950 рік. Він стверджує, що історія рабства та лінчування вплинула на подальший високий рівень винесення смертних вироків меншинам на Півдні. Музей спадщини: від загибелі до масового ув'язнення пропонує інтерпретації задля зображення зв'язку між періодом Постреконструкції лінчування та високим рівнем страт та ув'язнення темношкірих людей у Сполучених Штатах.
У листопаді 2018 року Стівенсон отримав премію Бенджаміна Франкліна від Американського філософського товариства як «Тамбурмажор справедливості та милосердя». Це найпрестижніша нагорода за видатну державну службу від суспільства.

## Ранні роки та освіта
Стівенсон народився в 1959 році, виріс у Мілтоні, штат Делавер, невеликому сільському містечку, розташованому в південному штаті Делавер. Його батько Говард Карлтон Стівенсон провів своє дитинство у Мілтоні, а його мати Еліс Гертруда Стівенсон народилася і зростала у Філадельфії, штат Пенсильванія. ЇЇ сім'я переїхала до міста з Вірджинії у роки Великої міграції на початку 20 століття. У Стівенсона є старший брат Говард та молодша сестра Крісті. Батьки їздили заробляти на життя на північ штату: Говард працював лаборантом на заводі з перероблювання харчових продуктів «Дженерал Фудс». Його мати, Еліс, обіймала посаду бухгалтера у військово-повітряній базі «Дувер» і стала офіцером, що відповідала за забезпечення рівних можливостей. Вона особливо наголошувала на важливості освіти.
Сім'я Стівенсона відвідувала Африканську методистську єпископську церкву, де в юності Стівенсон грав на фортепіано і співав у хорі. На його погляди вплинула сильна віра Африканської методистської єпископської церкви, де церковники виступали за те, щоб «ніколи не падати духом». Цей досвід підтвердив його переконання, що «кожна людина в нашому суспільстві щось більше, ніж найжахливіший їх вчинок».
Коли Стівенсону було шістнадцять, його дідусю по матері, Кларенсу Л. Голдену, нанесли смертельні ножові поранення у його будинку у Філадельфії під час пограбування. Вбивці отримали довічні покарання, результат Стівенсон вважав справедливим. Стівенсон сказав про вбивство: "Оскільки мій дід був стареньким, його вбивство здавалося особливо жорстоким. Але я виріс у світі, де цінували покаяння більше за помсту ".
У дитинстві Стівенсон займався сегрегацією та її наслідками. Перші шкільні роки він провів у початковій школі, де навчалися темношкірі. На той час, коли він вступив до другого класу, його школа була формально десегрегована, але старі правила сегрегації все ще застосовувались. Чорношкірі діти грали окремо від білих дітей, і в кабінеті лікаря чи стоматолога чорні діти та їхні батьки продовжували заходити через чорний вхід, а білі входили через передні двері. Басейни та інші об'єкти громадського користування були неофіційно відокремлені. Батько Стівенсона, вирісши в цьому районі, не мав нічого проти укоріненого расизму, але їхня мати зазначала, що це не правильно. Під час інтерв'ю у 2017 році Стівенсон згадував, як його мати протестувала в той день, коли чорношкірі діти з міста вишикувалися біля чорного входу пункту для вакцинації проти поліомієліту, щоб отримати укол, вони мусили годинами чекати доти, поки білі діти пройдуть першими.
Стівенсон відвідував державну середню школу в місті Льюес і закінчив її в 1977 році. Він грав у футбольних та бейсбольних командах. Він також був президентом студентського корпусу та вигравав конкурси з публічних виступів Американського легіону . Його брат Говард здобув певну заслугу за те, що він допомагав відточити риторичні навички Стівенсона: «Ми сперечалися так, як це притаманно братам, але це були серйозні аргументи, я думаю, ми були натхненні нашою матір'ю та подіями, які відбувалися у нашій родині».
Стівенсон отримав повну стипендію на навчання у Гарвардській школі права. Під час відвідування юридичного факультету, у напрямку судових розслідувань раси та бідності з Елізабет Бартхолет, він працював у Південному центрі прав людини Стівена Брайта. Він представляє права ув'язнених Півдня, яких засудили до смертного вироку. Під час роботи Стівенсон знайшов свою кар'єру за покликанням. Перебуваючи в Гарварді, він також здобув ступінь магістра у сфері публічної політики в школі управління Джона Ф. Кеннеді.

## Кар'єра

### Південний центр прав людини

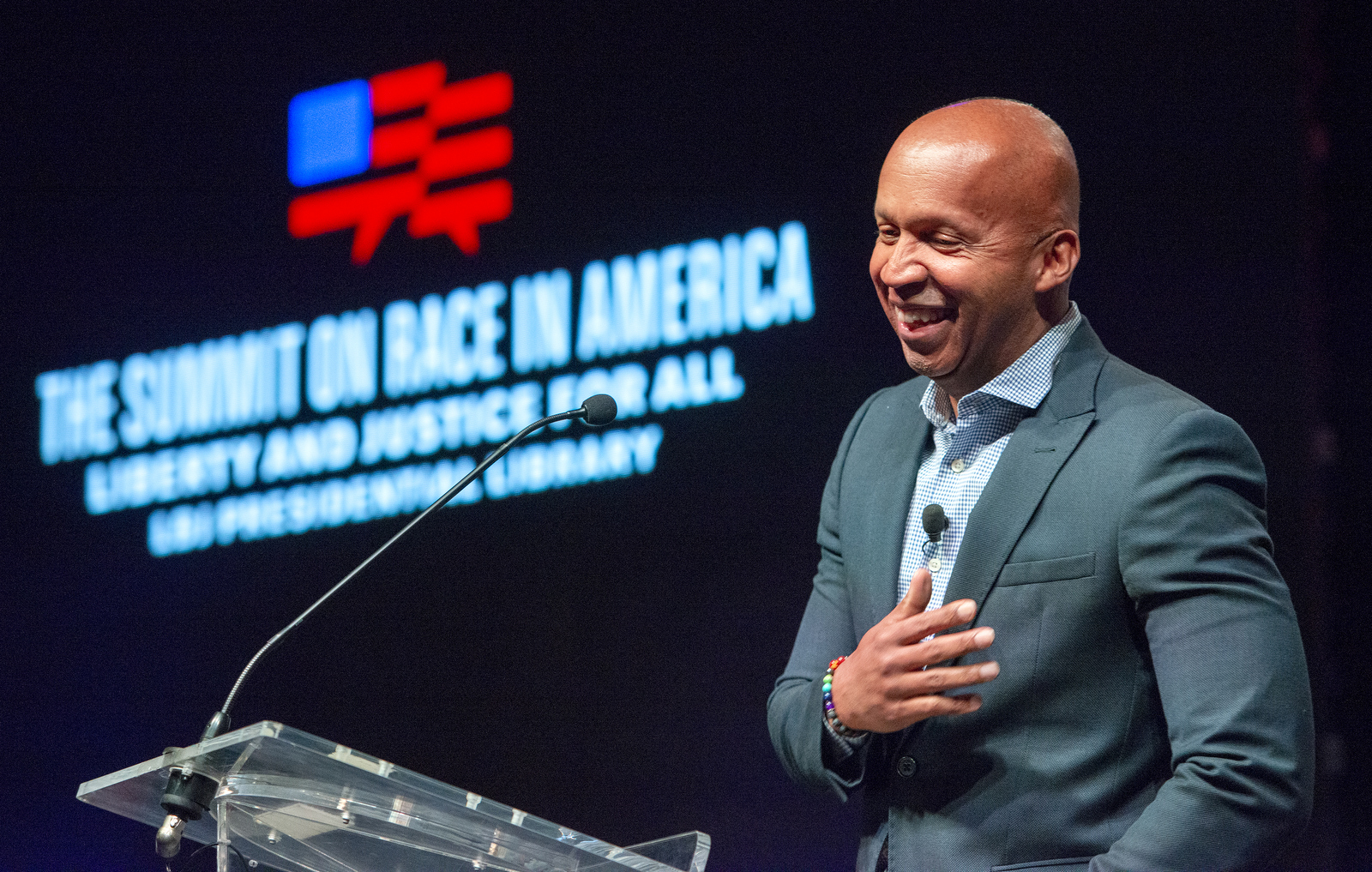
Браян Стівенсон у президентській бібліотеці LBJ у 2019 році

Після закінчення Гарварду у 1985 році, Стівенсон переїхав до Атланти, штат Джорджія, і влаштувався на повний робочий день у Південний центр прав людини. Центр розділив роботу по регіонах, а Стівенсон був призначений працювати у штаті Алабама. У 1989 році його призначили керівником відділу в Алабамі, ресурсним центром та організацією проти смертної кари, котру фінансує Конгрес. Він працював у центральній установі у Монтгомері, столиці штату.

### Ініціатива рівного правосуддя
Коли Конгрес США припинив фінансування організації проти смертної кари для людей з меншим рівнем доходу після того, як республіканці здобули більшість голосів на проміжних виборах 1994 року, Стівенсон переформував попередню організацію і заснував в Монтгомері некомерційний центр Ініціатива рівного правосуддя. У 1995 році він отримав Стипендію Мак-Артура і вклав усі гроші на його підтримку. Він гарантував захист будь-кого в Алабамі, кого засудили до смертної кари, оскільки це був єдиний штат, який не надав юридичної допомоги приреченим до смерті людям. Там також існує найвищий показник винесення смертної кари на душу населення.
Брайан Стівенсон особливо стурбований суворими вироками для осіб, засуджених за злочини, вчинені неповнолітніми дітьми. Верховний суд США виніс рішення у справі Ропера проти Сіммонса (2005), у цьому випадку засудження до смертної кари осіб у віці до 18 років не було конституційно обґрунтованим. Стівенсон працював над тим, щоб суд переглянув відповідні покарання задля доповнення відповідних справ, що стосуються дітей, засуджених до 17 років.
Ініціатива рівного правосуддя отримала право на розгляд справ задля ознайомлення із випадками, коли дітей засуджували до довічного ув'язнення, в тому числі без вчинення вбивства. У справі Міллер проти Алабами (2012) Верховний суд США ухвалив важливе рішення, що обов'язкові покарання довічного позбавлення волі для до 18 років і є неконституційними; їх рішення змінило статуті у 29 штатах. У 2016 році суд виніс рішення у справі Монтгомері проти Луїзіана, це рішення потрібно було винести заднім числом, адже так воно могло вплинути на вироки 2300 людей по всій країні, які були засуджені до довічного ув'язнення ще бувши дітьми.
До серпня 2016 року Ініціатива рівного правосуддя врятувала 125 чоловіків від смертної кари. Крім того, цей центр представляв бідних людей, захищав людей під час апеляції та скасовував неправомірні судові вироки, працював над усуненням упередженого ставлення в системі кримінальної юстиції.

### Визнання рабства
Офіси Ініціативи рівного правосуддя розташовані поблизу причалу біля річки Алабама, куди привозили рабів задля внутрішньої торгівлі; на рівній відстані знаходиться Площа Корту, «одне з найбільших місць, де проводили аукціони з продажу рабів». Стівенсон зазначив, що в центрі міста Монтгомері було «десятки» історичних орієнтирів і численні пам'ятники, пов'язані з історією конфедерації, але нічого не вказувало на історію рабства, завдяки якій розбагатів Південь і за що велася громадянська війна. Він запропонував державі та надав відповідну документацію, яка підтверджувала, що три місця пов'язані з работоргівлею, і їх потрібно вважати історичними пам'ятками. Працівники Департаменту архівів та історії Алабами сказали йому, що не хочуть «спонсорувати ці пам'ятки, спираючись на можливість виникнення суперечок». Стівенсон працював з афро-американською історичною групою, щоб отримати спонсорство для цього проєкту; вони отримали державне схвалення на встановлення трьох пам'яток у 2013 році, які були встановлені в Монтгомері.

### Меморіал миру та справедливості
Стівенсон придбав шість гектарів колишньої земельної ділянки соціального житлового комплексу в Монтгомері для розробки нового проєкту — "Національного меморіалу миру та справедливості ", щоб вшанувати майже 4 тисячі осіб, які змушені були лінчувати на Півдні з 1877 по 1950 роки. Багато випадків лінчувань проводилися відкрито перед мафією та натовпами людей на площі окружної будівлі суду. Стівенсон стверджує, що ця історія позасудових лінчувань викликаних білими мафіями тісно пов'язана з подальшим високим рівнем смертних вироків в Алабамі та інших південних штатах, та з їх непропорційним винесенням меншинам. Він також стверджує, що ця історія впливає на упереджене ставлення щодо меншин, що виражається в непропорційно високих показниках масового позбавлення волі по всій країні. Меморіал відкрили у квітні 2018 року.
Він також працював над створенням музею такої ж тематики «Музей спадщини: від загибелі до масового ув'язнення», який відкрився у квітні. Там були представлені експонати з колишніх будинків рабів такі як: матеріали про лінчування, расову сегрегацію та масове ув'язнення з кінця 20 століття. Стівенсон довів те, як поводження з темношкірими людьми в системі кримінальної юстиції пов'язане з історією рабства та пізнішим поводженням з меншинами на Півдні.

### Автор
Стівенсон написав розхвалений критиками мемуар «Судити по совісті. Історія про справедливість та спокуту», опублікований у 2014 році Spiegel &amp; Grau . Журнал «Тайм» визнав цей твір одним з «10 найкращих науково-популярних книг» за 2014 рік і входив до числа «100 відомих книг» Нью-Йорк таймс за рік. Він здобув медаль «Ендрю Карнегі» за передові знання з наукової літератури у 2015 та Літературну премію миру в Дейтоні за 2015 рік за роботи у сфері нехудожньої літератури. Фільм, заснований на книзі під назвою «Судити по совісті» та в головній ролі з Майклом Б. Джорданом у ролі Стівенсона, став прем'єрою 6 вересня 2019 року на Міжнародному кінофестивалі в Торонто і планується вийти у широкий загал в січні 2020 року.

### Доповідач
Стівенсон має активний графік публічних виступів, що значною мірою націлені на збір коштів для некомерційного центру Ініціативи рівного правосуддя. Його промова на TED2012 у Лонг-Біч, Каліфорнія, принесла йому широку аудиторію в Інтернеті. Після його презентації учасники конференції пожертвували понад 1 мільйон доларів на фінансування кампанії, під керівництвом Стівенсона, задля припинення ув'язнення засуджених дітей для відбування покарань у в'язницях та тюрмах для дорослих. Його розмови доступні на вебсайті TED; до серпня 2019 року його переглядали понад 5,8 мільйона разів.
Стівенсон був доповідачем і отримав чимало почесних ступенів, в тому числі від таких установ: Делаверський університет, 2016, почесний ступінь доктора юридичних наук; Коледж Вільямса, 2016 р., почесний ступінь доктора; Університет Лойоли, університет міста Чикаго, Стрітч, 2011, доктор гуманних наук, честі заради; Коледж Святого Хреста, 2015; Весліанський університет, 2016 р., Почесний ступінь; Університет Міссісіпі, церемонія вручення дипломів 2017 року; Північно-східний університет, церемонія вручення дипломів восени 2017 року.
У червні 2017 року Стівенсон прочитав 93-ю лекцію під час зібрання Генеральної Асамблеї Унітаріальної універсалістської асоціації в Новому Орлеані, штат Луїзіана, приєднавшись до лав попередніх лекторів, серед яких Мартін Лютер Кінг молодший та Курт Вонегут .
Стівенсон виступив у епізоді 45 підкасту « Кримінальної програми» керована Громадською радіообміною. Головний суддя Фібі поспілкувався зі Стівенсоном про його досвід у 30 років, витрачених на роботу над тим, щоб полегшити життя людей, засуджених до смертної кари, і про його щире милосердя.

### Нагороди
- 1991 р. Медаль за свободу
- 1995 Стипендія Мак-Артура
- 2000 Премія Олофа Палме
- Премія Грубера 2009 року за справедливість
- 2011 р. « Чотири свободи»
- Американська премія журналу «Смітсоніан» за соціальний прогрес[28]
- 2014 медаль Ендрю Карнегі за досконалість у художній літературі та нехудожній літературі
- 2015 р. Літературна премія миру в Дейтоні за номінальну літературу [Архівовано 7 березня 2017 у Wayback Machine.]
- 2017 Премія «Стоув» за праці щодо поліпшення соціальної справедливості
- 2018 р. Премія Бенджаміна Франкліна за видатну державну службу від Американського філософського товариства[6]

## Публікації
Брайан Стівенсон:
- Stevenson, Bryan (Summer 2006). Confronting Mass Imprisonment and Restoring Fairness to Collateral Review of Criminal Cases (PDF). Harvard Civil Rights-Civil Liberties Law Review. 41 (2): 339—367. OCLC 1002849873. Архів оригіналу (PDF) за 18 лютого 2012. Процитовано 27 вересня 2015.
- Stevenson, Bryan (Summer 2003). The Ultimate Authority on the Ultimate Punishment: The Requisite Role of the Jury in Capital Sentencing (PDF). Alabama Law Review. 54 (4): 1091—1155. Архів оригіналу (PDF) за 8 вересня 2015. Процитовано 27 вересня 2015.
- Stevenson, Bryan (June 2002). The Politics of Fear and Death: Successive Problems in Capital Federal Habeas Corpus Cases (PDF). NYU Law Review. 77 (3): 699—795. Архів оригіналу (PDF) за 30 жовтня 2019. Процитовано 9 грудня 2019.
- Stevenson, Bryan (2014). Just Mercy: A Story of Justice and Redemption (print) (вид. First). New York: Spiegel & Grau. ISBN 9780812994520. LCCN 2014430900. OCLC 978357094.  Stevenson, Bryan (2014). Just Mercy: A Story of Justice and Redemption (print) (вид. First). New York: Spiegel & Grau. ISBN 9780812994520. LCCN 2014430900. OCLC 978357094.  Stevenson, Bryan (2014). Just Mercy: A Story of Justice and Redemption (print) (вид. First). New York: Spiegel & Grau. ISBN 9780812994520. LCCN 2014430900. OCLC 978357094.

Автор EJI:
- Equal Justice Initiative (January 2008). Cruel and Unusual: Sentencing 13-and 14-Year Old Children to Die in Prison (PDF). Equal Justice Initiative. Архів оригіналу (PDF) за 3 липня 2019. Процитовано 29 жовтня 2019.

## Зовнішнє посилання
- Браян Стівенсон на TED(англ.)
- Публікації на C-SPAN
- Ezra Klein (2018-12-27). «Найкраще: Брайан Стівенсон» . Шоу Езра Кляйн (Подкаст). Vox Media.